# Panurge (opéra)
Pour les articles homonymes, voir Panurge (homonymie).
Personnages
Panurge (basse chantante)

Pantagruel (basse ou baryton)

Colombe, son épouse (mezzo-soprano)

Panurge est un opéra en trois actes de Jules Massenet (qui le qualifie de « haulte farce musicale ») sur un livret de Georges Spitzmuller et de Maurice Boukay d'après l'œuvre de François Rabelais.

## Genèse
Le chansonnier Maurice Boukay (alias Charles-Maurice Couyba, plus tard ministre du Commerce et de l'Industrie) propose le scénario de Panurge à Massenet en 1909. Pour adapter l'œuvre de François Rabelais, il prend Georges Spitzmuller pour collaborateur. En juillet 1910, Jules Massenet a commencé à « mettre d'aplomb » Panurge. Il écrit cet opéra et Cléopâtre presque simultanément. En août 1911, les deux premiers actes sont débrouillés, et Massenet met en place le rôle de Colombe. Les frères Isola, directeurs du Théâtre de la Gaîté, montent Panurge, non à l'automne 1912 comme prévu, la mort du compositeur étant trop récente, mais en avril 1913.

## Représentations
Panurge est créé à la Gaîté-Lyrique, rue Papin, à Paris le 25 avril 1913, près d'un an après la mort de Massenet, avant les deux autres opéras posthumes du compositeur : Cléopâtre (1914) et Amadis (1922). C'est l'un des opéras les moins connus de Massenet, mais il a été repris à la Biennale Massenet de Saint-Étienne en 1994 sous la baguette de Patrick Fournillier.

## Personnages et distribution lors de la création
| Personnages | Personnages           | Voix               | Interprètes                          |
| --- | --------------------- | ------------------ | ------------------------------------ |
| Panurge |                       | basse chantante    | Vanni Marcoux                        |
| Frère Jean (des Entommeures) | abbé de Thélème       | ténor léger        | Dinh Gilly, baryton                  |
| Pantagruel | fils de Gargantua     | basse ou baryton   | Charles Martinelli, baryton basse    |
| Angoulevent | prince des Sotz       | baryton            | Éric Audoin                          |
| Gringoire | mère Sotte            | ténor léger        | Raveau                               |
| Alcofibras | hôtelier              | baryton            | Walter Alberti                       |
| Brid'oye | légiste               | ténor comique      | Delgal                               |
| Trouillogan | philosophe            | baryton            | Lacombe                              |
| Rondilibis | médecin               | ténor comique      | Godet                                |
| Raminagrobis | poète                 | baryton            | Royer                                |
| Malicorne Gymnaste Carpalin Épistémon | écuyers de Pantagruel | barytons           | Garrus Henri Marchand Desrais Lokner |
| Un héraut |                       | baryton            | Bréfel                               |
| Un bourgeois |                       | baryton            | Guillot                              |
| Dindenault | marchand de moutons   | rôle parlé         | Baillon                              |
| Colombe | épouse de Panurge     | mezzo-soprano      | Lucy Arbell alias Georgette Wallace  |
| Ribaude | Thélémite             | soprano            | Zina Brozia                          |
| Baguenaude | reine des Lanternois  | soprano            | Maïna Doria                          |
| |                       |                    |                                      |
| Chœur : Peuple de Paris, bourgeois et bourgeoises, Thélémites, marchands, soldats, gamins et gamines, Lanternois et Lanternoises                              |                       |                    |                                      |
| Danse : L'Amour, Lanternoises, amours, Thélémites |                       |                    |                                      |
| Figuration : Enfants sans-soucy, gens du cortège de Carnaval, archers, Lanternois, Lanternoises, valets, garçons d'auberge. marchands, peuple, matelots, etc. |                       |                    |                                      |
| Direction musicale | Direction musicale    | Direction musicale | A. Amalou                            |

## Résumé

### Acte I
Les Halles de Paris, le mardi-gras de l'an 1520.

À droite : la taverne d'Alcofribas, avec l'enseigne Hostellerie du Coq-à-l'asne. Bancs, tables devant la maison.
Une foule s'est rassemblée à l'extérieur de la taverne. Pendant le défilé des Sotz, des Enfants sans-souci, du prince des Sotz et de mère Sotte, Pantagruel et ses écuyers commandent du vin. Panurge entre, et Pantagruel lui fait signe de se joindre à eux après que celui-ci eut une altercation avec l'hôtelier pour avoir prétendu payer le fumet de rôti dont il parfuma son pain avec le tintement de son argent. Panurge s'adresse à son hôte en allemand, en italien, en anglais, en espagnol et, finalement, en français, car il est né dans la Touraine. Il dit avoir perdu sa femme, Colombe, le matin même et ne sait trop s'il doit en rire ou en pleurer. Les autres l'encouragent à noyer sa douleur dans le vin.
Une fois tout le monde entré dans la taverne, Colombe arrive. Elle a feint d'être trépassée pour échapper aux coups de son mari soûl. Elle entend son mari et l'appelle. En sortant de l'hôtel, il croit voir une revenante avant qu'elle n'avoue sa feinte. Quand elle l'invite à rentrer chez eux avec elle, il lui répond qu'elle est morte et qu'il ne la connaît plus. Enragée, elle veut le frapper, mais est retenue par les écuyers de Pantagruel tandis que les deux hommes s'éclipsent pour aller se cacher dans l'abbaye de Thélème.

### Acte II
Prélude : Le Carillon

La grande cour de l'abbaye de Thélème, avec ces mots an fronton de la porte grillée : « Fais ce que vouldras ». Au milieu, un arbre. À droite, le bâtiment principal, avec deux, portes, fenêtres au-dessus. À gauche, la chapelle. Devant, bordure de fleurs. Au lointain, par une échappée, les coteaux de la Loire. Dans un coin de la cour, fontaine représentant les trois Grâces.
Lorsque le jour se lève dans la cour principale de l'abbaye de Thélème, les Thélémites saluent le matin en faisant une farandole tourangelle. Ils invitent Ribaude à venir jouer à la main chaude. Le frère Jean, qui s'est joint à eux, leur rappelle que le ciel ne défend pas l'ébattement, que De Profundis n'est pas un psaume salutaire et qu'on trouve son paradis sur terre. Après que les Thélémites se furent retirés « chacun dans sa chacunière », Pantagruel arrive avec sa suite, et le frère Jean l'accueille comme un vieil ami. Il explique à Panurge les us de l'abbaye, où il n'y a ni matines, ni retraites, ni carêmes, ni sobres fêtes, où les moines prient Bacchus et les nonnes, Vénus, « si bien qu'au bout des patenôtres, ils s'embrassent les uns les autres ». Après que Ribaude et quelques femmes se furent rendues à la chapelle et que le frère Jean, Pantragruel et ses écuyers leur eurent emboîté le pas pour aller « se réjouir », Panurge se dit satisfait de ce refuge, puis courtise Ribaude, qui est revenue cueillir des fleurs. Le hic, c'est qu'elle ne veut être entre ses bras avant qu'il ne l'épouse, ce qui le laisse perplexe : se marier ou non ? Il part consulter Pantagruel.
Colombe arrive et raconte les ennuis qu'elle a eus en poursuivant son mari jusqu'à l'abbaye. Elle rencontre Ribaude, qui l'informe que Panurge vient tout juste de la courtiser, et elles se promettent de le châtier.
Les serviteurs dressent la table pour sept personnes dans la grande cour. Au lieu de réciter le bénédicité, Pantagruel ne fait que l'éloge de la vigne. Aux quatre coins de la table, les écuyers saluent de l'épée chaque nouveau mets et l'annoncent. Comme Panurge se demande encore s'il doit se remarier, le frère Jean lui présente quatre sommités : le légiste Brid'oye, qui juge les procès par les dés ; le philosophe Trouillogan, le poète Raminagrobis et le médecin Rondibilis, pour qu'il leur demande conseil. Leurs avis s'avèrent inutiles. Dans le son des campanelles, le frère Jean entend : « Marie-toi ! Bien t'en trouveras ! », alors que Panurge entend : « Si tu te maries, T'en repentiras ! » Quand Ribaude revient, Panurge essaie de lui conter à nouveau fleurette, mais finit par être giflé par elle, qui sait maintenant qu'il est marié.
Après le départ de Ribaude et de Panurge, Colombe revient, et le frère Jean lui recommande de rendre son mari jaloux pour le regagner en confessant à un frère des aventures galantes qu'elle aurait eues, le secret de la confession étant vite éventé à l'abbaye. Le frère Jean lui envoie Panurge, revêtu d'un froc de moine et encapuchonné, qui reconnaît alors sa femme. Après de menus péchés, Colombe s'accuse d'avoir eu trois amants : un abbé, pour qui elle détourna de l'argent ; un bachelier, qui lui fit connaître l'ivresse de baisers ; et un officier. Panurge ne peut contenir sa jalousie et lui dit que son mari s'est sauvé dans l'île des Lanternes. Une fois Colombe partie pour retrouver son mari, furieux, il brise tout à la table. On le ligote et le descend à la cave.

### Acte III
Intermède (orage au loin)

L'île des Lanternois

Une plage. Au fond, la mer d'un côté, un bois ; de l'autre, le portique d'un temple de style grec (le temple de Bacbuc) ; en face, le temple, au premier plan, banc en hémicycle élevé sur plusieurs gradins.
Après les derniers échos de la tempête, Colombe, devenue prêtresse du temple, dit à la reine des Lanternois combien son mari lui manque. Après une danse de Lanternoises, l'Amour, avec son carquois, et son escadron d'amours arrivent et empêchent les danseuses de s'enfuir. Suivent des jeux d'amour et une danse générale. Panurge arrive en barque dans une mer agitée et est sauvé de la noyade par des Lanternois après avoir promis à Dieu l'édification d'une « grande petite chapelle ». Il dit à la reine qu'il est venu chercher sa femme, dont il est jaloux parce qu'elle est « digne de renommée au signe certain que d'autres l'ont aimée ». La reine lui fait croire que Colombe n'a pas atterri dans l'île et l'invite à se reposer un peu et à consulter l'oracle de Bacbuc, aussi appelé l'oracle de Bouteille, pour savoir où se trouve sa femme. Colombe va se déguiser en sibylle dans le temple, tandis que Panurge offre de sacrifier un mouton pour que Bacbuc soit bien disposé envers lui. Il fait sauter l'animal dans la mer Hellesponte, et tous les autres moutons suivent le premier. Dindenault, le marchand de moutons, tombe à l'eau en tentant de les rattraper.
La sibylle entre et répond à Panurge qu'il retrouvera sa femme lorsqu'il boira moins et cessera de la bâtonner. Jean, Pantagruel et sa suite arrivent ensuite en bateau. Après avoir retiré son déguisement, Colombe avoue qu'elle a inventé ses aventures galantes et se joint à son mari pour demander du vin. Au milieu des rondes, on se met à chanter et à boire avant la tombée du rideau.

## Critiques
Dans Le Monde artiste du 26 avril 1913, Paul Milliet parle de la répétition de Panurge en ces termes :

« Tel qu'il est, ce scénario adapte les fantaisies gigantesques, les dissertations philosophiques, les bouffonneries énormes, la gaîté, l'ironie et la trivialité de Rabelais, à la légèreté, à la vivacité séduisante de Massenet.
La partition est mouvementée, plaisante, brillante, émue même. Je n'en veux pour preuves que  […] l'entracte de violon qui évoque le lointain souvenir de Thaïs ; et le pastiche des compositeurs de la Renaissance… »

Harding cite une réaction d'Alfred Bruneau, qui a déclaré que le livret ne convenait pas au tempérament de Massenet et exigeait la musique, non de Massenet, mais de  Chabrier.

Selon David Le Marrec, 

« Cette œuvre […] représente à mes yeux l'une des plus grandes réussites de la forme opéra. Tout simplement à cause de sa densité permanente […] La plume de Massenet […] s'amuse ici à imiter délicieusement des formes archaïsantes, vaguement baroques, dans des saynètes qui s'enchaînent à un rythme endiablé. Je n'ai jamais connu cela à un tel degré dans un opéra […] Cette œuvre est un petit bijou de bonne humeur et d'élan dramatique. À mon sens, aucun compositeur n'a jamais fait mieux en termes d'urgence. Si on ajoute à cela un livret parfaitement divertissant, une musique farcie de clins d'œil, aussi surprenante que charmante, on prend les conclusions qui s'imposent. »